# شون باريش
شون باريش (بالإنجليزية: Sean Parrish)‏ هو مدرب كرة قدم ولاعب كرة قدم بريطاني في مركز الوسط، ولد في 14 مارس 1972 في ريكسهام في المملكة المتحدة. لعب مع شروزبري تاون ونادي تشيسترفيلد ونادي تلفورد يونايتد ونادي دونكاستر روفرز ونادي كيدرمينستر هاريرز لكرة القدم ونورثامبتون تاون.